# Un tango para Federico
Un tango para Federico es una novela histórica escrita por Joaquín Carbonell y publicada en 2016 por la editorial Voces del Mercado. La obra se inspira en un encuentro real entre Federico García Lorca y Carlos Gardel en Buenos Aires en 1933, y desarrolla una trama ficticia en torno a este suceso.

## Personajes
- Pedro Sariñena
- Carlos Gardel
- Federico García Lorca

## Argumento
El 6 de noviembre de 1933, Carlos Gardel y Federico García Lorca se saludan, ya entrada la noche, en la calle Corrientes de Buenos Aires. Ambos iban acompañados de distinguidos personajes de las letras y cultura hispano americana, y decidieron celebrar el encuentro con diferentes amigos en casa de Gardel. Lo que supuso un acontecimiento extraordinario pasó desapercibido: ni García Lorca ni Carlos Gardel declararon nunca en público que se habían conocido.
La investigación de lo que sucedió en aquella velada es el motor inicial de la novela. Un sinfín de pesquisas que Pedro Sariñena, periodista de El Periódico de Catalunya y con antecedentes en Jaca, habrá de recomponer cincuenta años después. De paso, se describe la Argentina de la época y la Argentina de la dictadura de Videla, así como la España republicana o de posguerra y también de la transición. Se mezclan historias familiares, políticas, musicales y culturales comunes entre los dos países, y, por supuesto, se da cabida a algunas de sus personalidades literarias como Lorca, Borges, Benavente, Neruda. Sus fobias, sus ocultas inclinaciones, sus suspicacias, sus disimulados odios. Todo ello en un recorrido que, por momentos, parece perder al lector aunque sin dejar ningún cabo suelto. Carbonell recorrerá Aragón y recorrerá la Barcelona de su infancia y juventud. Unos recuerdos que, unidos a su bagaje intelectual, literario y musical que tanto ha frecuentado, contrastados con una bibliografía copiosa y actual arman las historias que configuran Un Tango para Federico.